# Franz Peleschka
Franz Peleschka, auch Franz Friedrich Peleschka-Lunard, (* 7. August 1873 in Wien; † nach 1910) war ein österreichischer Bildhauer.

## Leben
Peleschka kam aus „bescheidenen, bürgerlichen Verhältnissen“ und studierte an der Akademie der bildenden Künste Wien, wo er Schüler von Edmund von Hellmer war. Er war zeitweilig in Berlin tätig. Seine Figuren aus Alabaster, Bronze und Elfenbein entstanden nach 1900 im Stil des Art déco.
Er war Mitglied im Reichsverband bildender Künstler Deutschlands.

## Werke (Auswahl)
- Beethoven-Büste, 1904[4]
- Nach dem Bade, 1910
- David
- Tanzende mit Kastagnetten
- Aphrodite
- Holländerin
- Antiker Krieger
- Tänzerin
- Kugelstosser
- An die Musik

Kaminuhr „der Kuss“

## Ausstellungen
- Große Berliner Kunstausstellung, 1904[5]
- Collector Exhibition, Contemporary Art Centre, Vilnius 2012[6]